# Podchlumí (Semechnice)
Podchlumí (německy Podchlum) je malá vesnice, část obce Semechnice v okrese Rychnov nad Kněžnou. Nachází se asi 3 km na východ od Semechnic. V roce 2009 zde bylo evidováno 13 adres. V roce 2001 zde trvale žilo 11 obyvatel.
Podchlumí leží v katastrálním území Semechnice o výměře 7,76 km2.

## Další fotografie

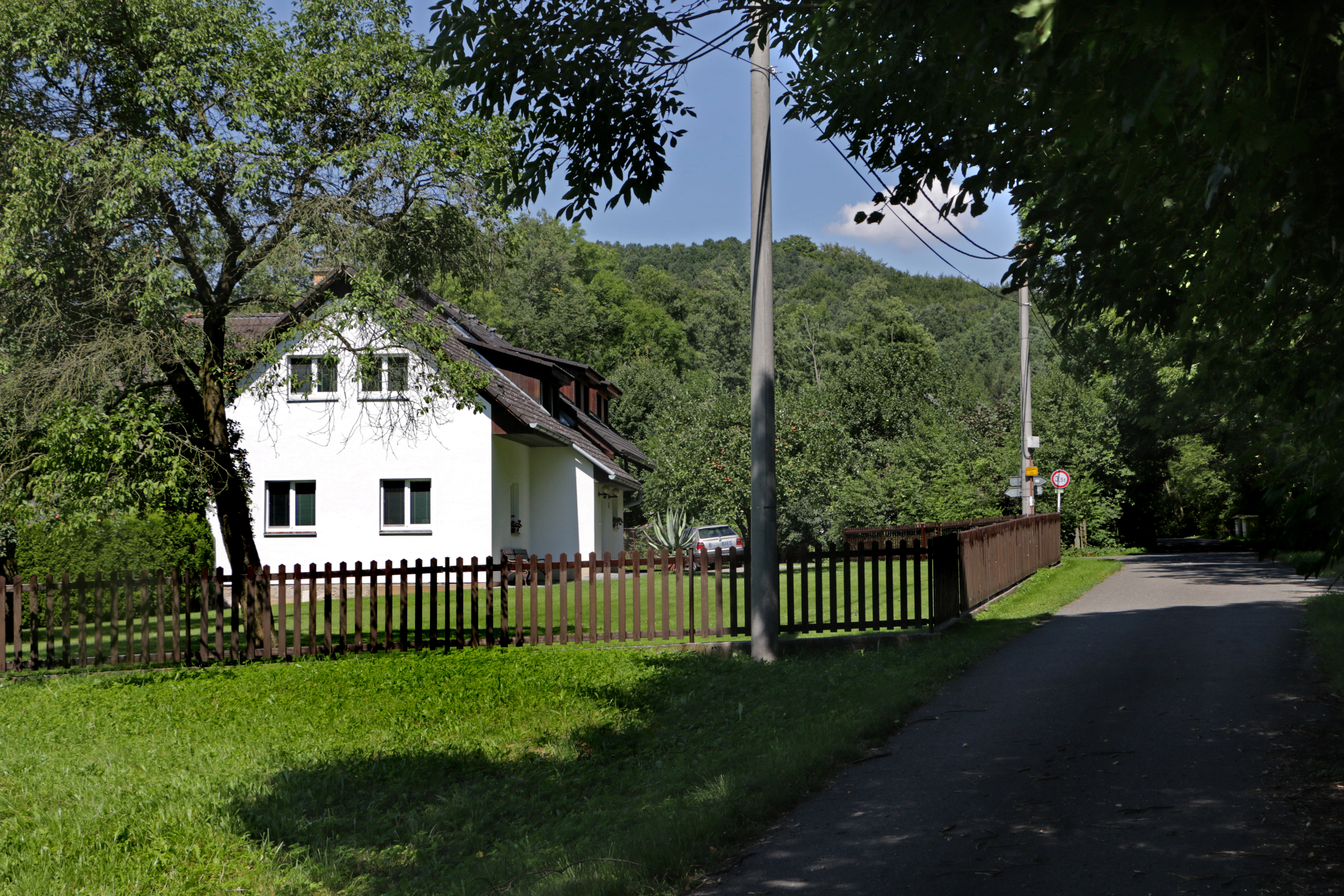
Dům čp. 6
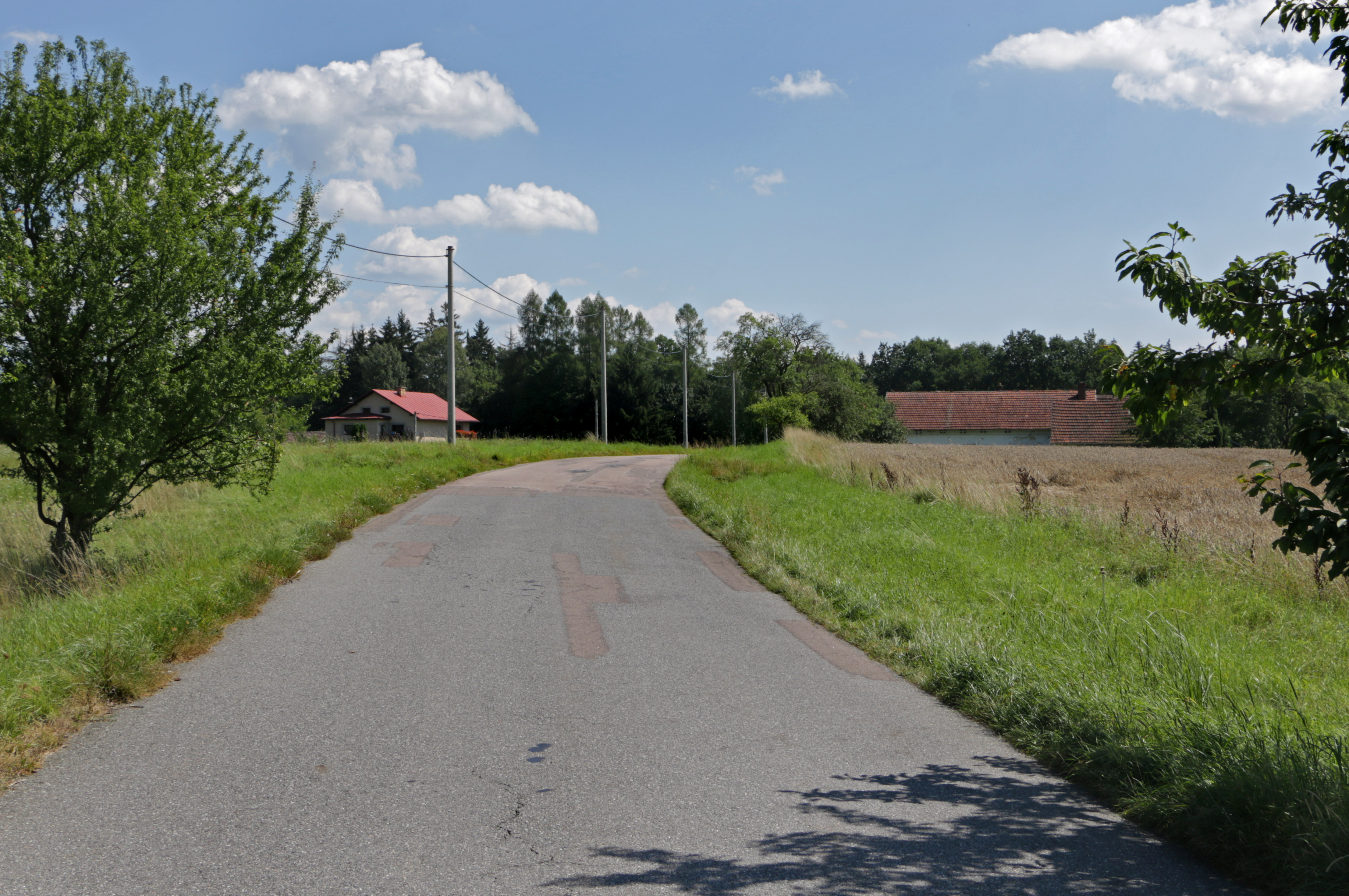
Silnice k Podbřezí
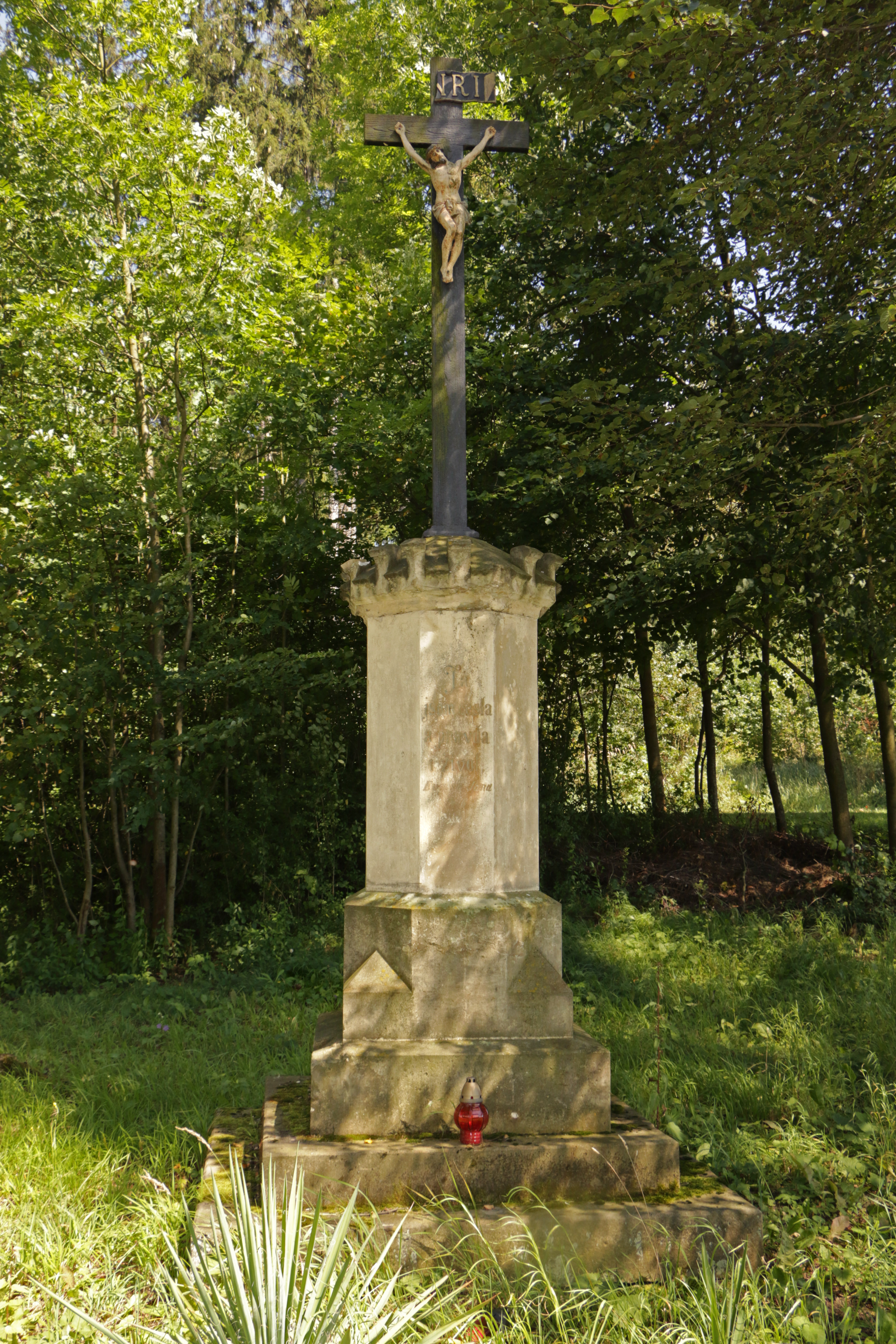
Křížek u křižovatky
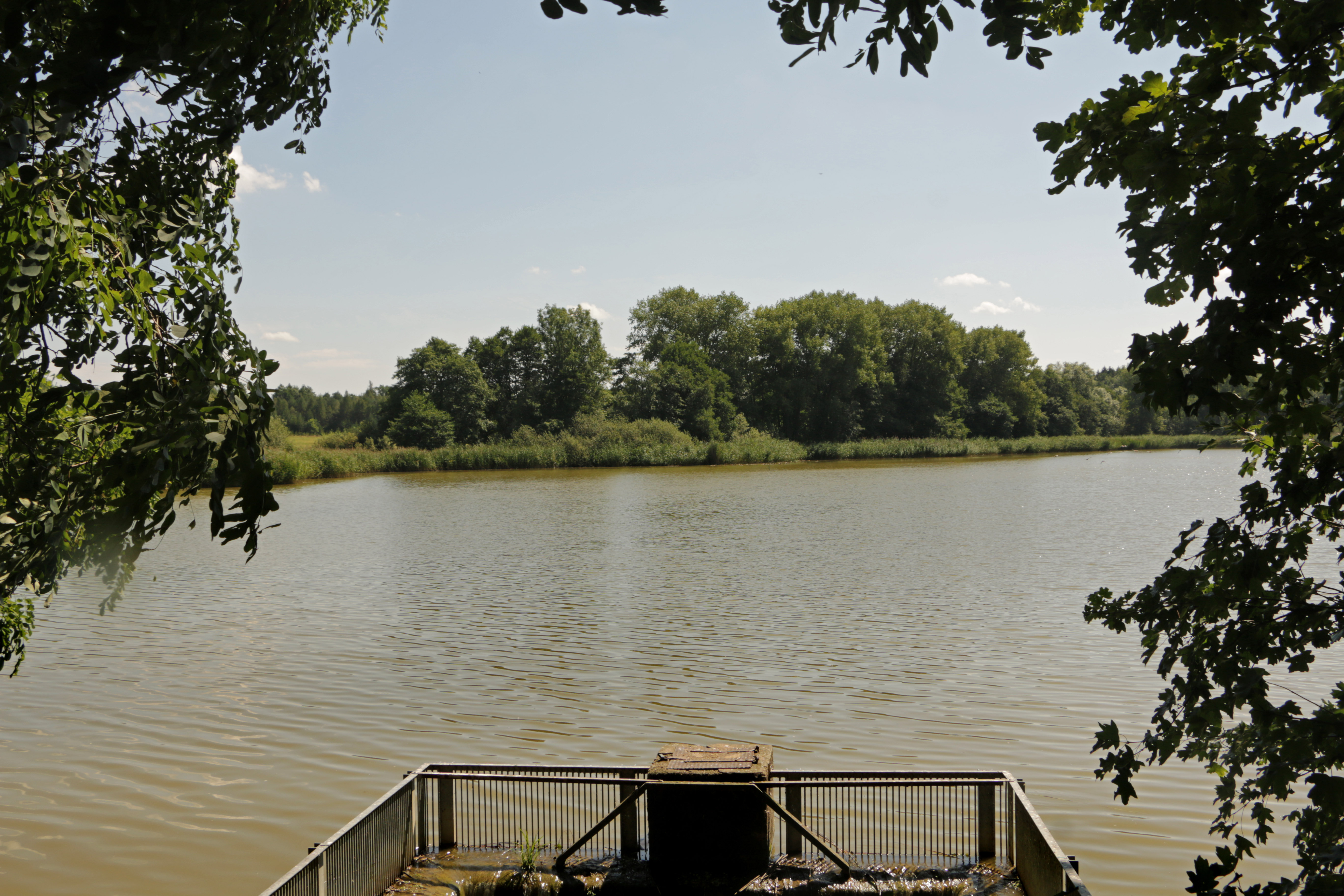
Podchlumský rybník